# Mürtschenstock
Mürtschenstock är ett berg i Schweiz.   Det ligger i kantonen Glarus, i den östra delen av landet, 130 km öster om huvudstaden Bern. Toppen på Mürtschenstock är 2 441 meter över havet, eller 590 meter över den omgivande terrängen. Bredden vid basen är 3,0 km.
Terrängen runt Mürtschenstock är huvudsakligen bergig, men åt sydost är den kuperad. Närmaste större samhälle är Mollis, 5,9 km väster om Mürtschenstock. 
Trakten runt Mürtschenstock består i huvudsak av gräsmarker. Runt Mürtschenstock är det ganska glesbefolkat, med 24 invånare per kvadratkilometer.